# 애니콜 연아의 햅틱
애니콜 연아의 햅틱(Anycall Yuna's Haptic)은 삼성전자가 2009년 5월 25일에 출시한 피처폰이다. 개발 당시의 이름은 햅틱 미니였으나, 김연아를 주요 광고 모델로 하여 출시하면서 연아의 햅틱이라는 이름을 갖게 되었다. 10~20대 젊은층(특히 여성)을 겨냥한 제품이며, '마이 다이어리'등의 특화 기능을 갖추어, 2009년 8월 당시 출시 80일만에 55만대를 판매하는 기록을 세웠다.

## 색상
- 스노우 화이트
- 스위트 핑크
- 노블 블랙
- 블랙 골드

## 판매량
연아의 햅틱은 출시 이후 2010년 4월까지 대한민국에서 143만대 이상이 판매되면서 인기를 끌었다.